# Yosa
Yosa es un despoblado y antiguo municipio de España, actualmente perteneciente al municipio de Broto, en la comarca de Sobrarbe. Es también conocida como Yosa de Broto. Forma parte del Sobrepuerto, en la provincia de Huesca, Aragón.

## Demografía

### Localidad
Datos demográficos de la localidad de Yosa desde 1900:
| 63              | 66 | 62 | 57 | 52 | 54 | 29 | 2 | -- | -- | -- |
| (Fuente: IAEST) |    |    |    |    |    |    |   |    |    |    |

- No figura en el Nomenclátor desde el año 1981.
- Datos referidos a la población de derecho.

### Antiguo municipio
Datos demográficos del municipio de Yosa desde 1842:
| 215           | -- | -- | -- | -- | -- | -- | -- |
| (Fuente: INE) |    |    |    |    |    |    |    |

- Entre el censo de 1857 y el anterior, desaparece este municipio porque se integra en el municipio de Oto.
- Datos referidos a la población de derecho, excepto en los censos de 1857 y 1860 que se refieren a la población de hecho.